# Фрідріх Вільгельм Берхгольц
Фрідріх Вільгельм Беркгольц (нім. Friedrich Wilhelm von Bergholtz, рос. Фридрих Вильгельм Беркгольц; нар. 1699, Гольштейн — пом. 1765, Вісмар) — голштинський дворянин, який протягом багатьох років жив у Російській імперії. Відомий завдяки докладному щоденнику, який він вів у 1721—1725 роках. Записи Берхгольца дозволяють відновити картину придворного життя під кінець царювання Петра I.

## Біографія
Син голштинця Вільгельма Берхгольца, генерала російської служби, який брав участь в облозі Виборга (1710) і в Прутському поході (1711). Провів дитинство та ранню юність у Росії; 1714 року він повернувся до Священної Римської імперії, де служив недовго пажем при дворі герцога мекленбурзького. Потім перейшов на службу до герцога голштинського Карла-Фрідріха гоф-юнкером. Супроводжуючи герцога, він побував у Стокгольмі та Парижі. У червні 1721 року у складі його почту він приїхав до Петербурга за кілька днів до приїзду сюди герцога Карла-Фрідріха. Перебуваючи при ньому камер-юнкером, він прожив у Росії ще шість років і разом із герцогом у липні 1727 року поїхав на батьківщину, до Голштинії. У 1730-х роках він служив комендантом Кільського замку.
Через 15 років Берхгольцеві знову довелося відвідати Росію. Він був призначений обер-камергером молодого голштинського герцога Карла-Петра-Ульріха, згодом імператора Петра III, і в його свиті 5 лютого 1742 приїхав до Петербурга. Герцог, який прибув за бажанням імператриці Єлизавети Петрівни, був зустрінутий дуже привітно, і голштинці, які супроводжували його, отримали великі нагороди; Берхгольцеві 24 травня 1742 року був наданий орден св. Олександра Невського.
Після оголошення герцога спадкоємцем російського престолу перебування при дворі великого князя обер-камергера Берхгольца і обер-гофмаршала Брюммера було знайдено незручним. 1746 року старий улюблений камердинер великого князя був узятий під варту. Потім його обер-гофмаршал і обер-камергер, на вимогу канцлера Бестужева, мали прийняти абшид і виїхати за кордон. Берхгольцю при відставці 9 серпня 1746 року був наданий Рейнбецький амт в Голштинії і призначена пенсія в розмірі платні.
Виїхавши з Росії, Берхгольц оселився у Вісмарі, де жив до своєї смерті. Видача пенсій, призначених йому та Брюммеру, було припинено у 1748 році. Але коли через чотири роки Берхгольц звернувся до імператриці Єлизаветі Петрівні з проханням про видачу пенсії за чотири роки, то російський уряд задовольнив його клопотання і в 1754 вислало Берхгольцю та спадкоємцям померлого на той час Брюммера 27549 рублів.
В одному зі своїх листів до імператриці у цій справі Берхгольц писав у 1753 році, що з часу свого від'їзду з Росії він веде сумне життя, обтяжений боргами.

## Спадщина

### Ілюстрації
У Національному музеї Швеції серед іншої спадщини Берхгольця зберігається колекція малюнків які він змалював під час своїх поїздок. Частина із них була зроблена на теренах Гетьманщини під час літньої поїздки з серпня по вересень 1744 р. Виконуючи обов'язки обер-камергера у почті майбутнього російського імператора Петра III, він вирушив зі своєю тіткою імператрицею Єлизаветою у подорож Україною. Під час неї вони відвідали Глухів, Кролевець, Батурин, Борзну, Ніжин, Носівку, Козелець, Бровари, а також Київ. Імовірно під час подорожі Берхгольць робив замальовки з натури та архітектурні креслення. І після повернення, на їх основі виконав малюнки олійними фарбами.
Дана колекція вперше була описана та опублікована в 1963 р. істориком мистецтва Бйорном Галльстрьомом. Всього вона налічує 207 зображень, з них з України близько п'ятидесяти. На них представлені представники різних верств та етносів, зокрема: греки, роми та волохи.

### Плани та креслення
Під час свого перебування в Росії Берхгольц зацікавився місцевою архітектурою та потоваришував із петербурзькими зодчими. Він просив, вимінював або купував у них ескізи нових будівель або домагався можливості зняти з них копії, для чого завів помічника, який перемальовував креслення нехай і не дуже красиво, але швидко і досить точно.
У Петербурзі працювали над проектом корінного перетворення міста. Берхгольц за короткий час зібрав величезну колекцію креслень не лише найчудовіших столичних будівель, а й послідовні зображення фасадів усіх основних вулиць північної столиці: 306 креслень із зображенням 331 споруди. Над малюнком кожного будинку він сам писав ім'я та звання власника. Крім того продовжував робити замальовки і креслення під час своїх подорожей, зокрема понад два десятки малюнків споруд в Києві, Козельці, Батурині, а також млина і поштових станцій які він зустрів по дорозі.
Виїжджаючи із Росії, Берхгольц майже повністю вивіз свою колекцію. У Петербурзі залишилося лише два десятки первісних варіантів, які пізніше потрапили до Ермітажу. Невідомим чиноном основна частина колекції була придбана Швецією, імовірно для використання у військових цілях, хоча подробиці цієї угоди залишаються невідомими.
Приблизно до 1960-х рр. колекція креслень вивезених Берхгольцем була засекречена, а її місцезнаходження було невідомим. Після розсекречення вона зберігається у Національному музеї Швеції у Стокгольмі у складі так званої «Тессін-Хорлеманської колекції», названої на честь шведського військового та державного діяча Карла Густава Тессіна. Як виявив шведський дослідник та архівний працівник Бйорн Хенрік Халльстрем, саме до нього Ф. В. Берхгольц звертався в 1749 р. з проханням про допомогу, після чого отримав 1000 екю «за надані Швеції послуги». Через що є підстави вважати його власником колекції або, як мінімум, провідним посередником у її придбанні.
У 2019 році петербурзьке видавництво «Крига» набуло права на видання копій креслень з «Тессін-Хорлеманської колекції» та видало колекцію Берхгольця обмеженим тиражем у вигляді набору повнорозмірних планшетів з окремим томом пояснень та коментарів.

### Щоденник
Під час другого перебування у Росії в 1721—1725 рр. Берхгольц вів докладний щоденник. Дізнавшись про це, видавець альманаху Magazin für die neue Historié und Geographie Бюшинг в 1765 посилено просив Берхгольца надати йому щоденник для друку, але автор відхилив пропозицію. Невдовзі Берхгольц помер; Бюшингу вдалося дістати рукопис від спадкоємців, і у 1785—1788 роках він надрукував щоденник із невеликими скороченнями у томах 19—22 вищезгаданого журналу.
Нотатки щоденника починаються 13 квітня 1721, у день, коли автор отримав наказ від герцога виїхати з Парижа до Росії, і закінчуються 30 вересня 1725 року. У 1857—1860 роках щоденник був переведений і виданий І. Аммон; повний переклад цієї праці виходив під назвою «Щоденник камер-юнкера Берхгольця», у 4 частинах (2-ге видання, 1859—1862 роки). Всього російською мовою він був виданий тричі. Історик М. Устрялов дуже високо цінував працю Берхгольця:
Ніякий історичний художній виклад не може дати такої вірної ідеї про тодішній час, як просте безіскусне, разом з тим до дрібниць виразне оповідання Берхгольца. Щоденник його… перевершує все, що писали іноземці про Петра Великого.
Берхгольц перевершує більшість мемуаристів петровського часу точністю та детальністю описів. Молодий камер-юнкер, автор щоденника — спостерігач об'єктивний, неупереджений, але водночас і вкрай дріб'язковий. Він докладно описує все те, що бачив і чув, супроводжуючи свого государя; про Петра та його сподвижників він мав уявлення лише по зустрічах на асамблеях та маскарадах.
Країна, народ, реформа його мало цікавлять, зате безцінні для істориків у щоденнику Берхгольця описи придворних свят, асамблей, спусків кораблів, страт тощо, що дають цікаві риси придворних вдач.